# Zhai Zhigang
Zhai Zhigang (Vereenvoudigd Chinees: 	翟志刚) (Qiqihar, 10 oktober 1966) is een Chinees ruimtevaarder. Hij was in 2008 de eerste Chinees die een ruimtewandeling maakte.
Zhai's eerste missie was Shenzhou 7, gelanceerd met een Lange Mars 2F-draagraket op 25 september 2008. Aan boord werden verschillende wetenschappelijke experimenten uitgevoerd. De ruimtewandeling die Zhai maakte duurde in totaal 22 minuten.